# Titanogrypa larvicida
Titanogrypa larvicida är en tvåvingeart som först beskrevs av Guilherme A.M.Lopes 1935.  Titanogrypa larvicida ingår i släktet Titanogrypa och familjen köttflugor. Inga underarter finns listade i Catalogue of Life.